# Музей Махмуда Мухтара
Музей Махмуда Мухтара (англ. The Mukhtar Museum) — художньо-меморіальний музей видатного єгипетського скульптора Махмуда Мухтара в столиці Єгипту місті Каїрі, де він жив і працював.

## Загальна інформація та експозиція
Музей розташований у оригінальній будівлі на острові Гезірі, яку побудували за проєктом єгипетського архітектора Рамзеса Вісси Вассефа (Ramses Wissa Wassef). Тут же міститься і мавзолей Мухтара, де його поховано.
Експозицію музею становлять 85 бронзових, кам'яних, базальтових, мармурових, гранітних і глиняних творінь Мухтара. 
Під одним дахом з Музеєм Мухтара також функціонують планетарій, Музей Гезіри (експозиція включає предмети королівської родини) та Музей Єгипетської цивілізації. 

## З історії музею
Відкриття музею Махмуда Мухтара відбулося 1962 року. 
Відновлювальні роботи, здійснені в Музеї протягом 2003 року, надали додаткового шарму чудовим творінням найвідомішого єгипетського митця.

## Виноски
1. ↑  Музей Мухтара [Архівовано 11 січня 2010 у Wayback Machine.] на Каїрські пам'ятки і старожитності на www.touregypt.net [Архівовано 23 березня 2009 у Wayback Machine.] (англ.)
2. ↑  Біографія Махмуда Мухтара на www.fadiabadrawi.com[недоступне посилання з липня 2019] (англ.)